# Bâton télescopique
Pour les articles homonymes, voir Télescopique.

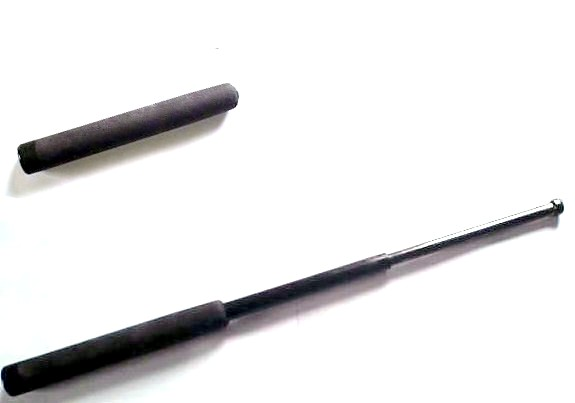
Matraque télescopique

Un bâton télescopique, ou matraque télescopique, est une arme non-létale, principalement utilisée par les services de police dans un grand nombre de pays.

## Description
Le bâton télescopique est généralement en métal (acier ordinaire ou acier trempé notamment) et composé de trois segments déployables ; les deux segments de l’extrémité peuvent ainsi se rétracter dans le manche, l’arme ne mesurant alors plus qu’une vingtaine de centimètres. Le bout du bâton est souvent constitué d’une petite boule d’acier pour augmenter la force de frappe.
Il est constitué de cinq éléments : la pointe, la section finale, la section intermédiaire, la poignée et le capuchon.

## Utilisation

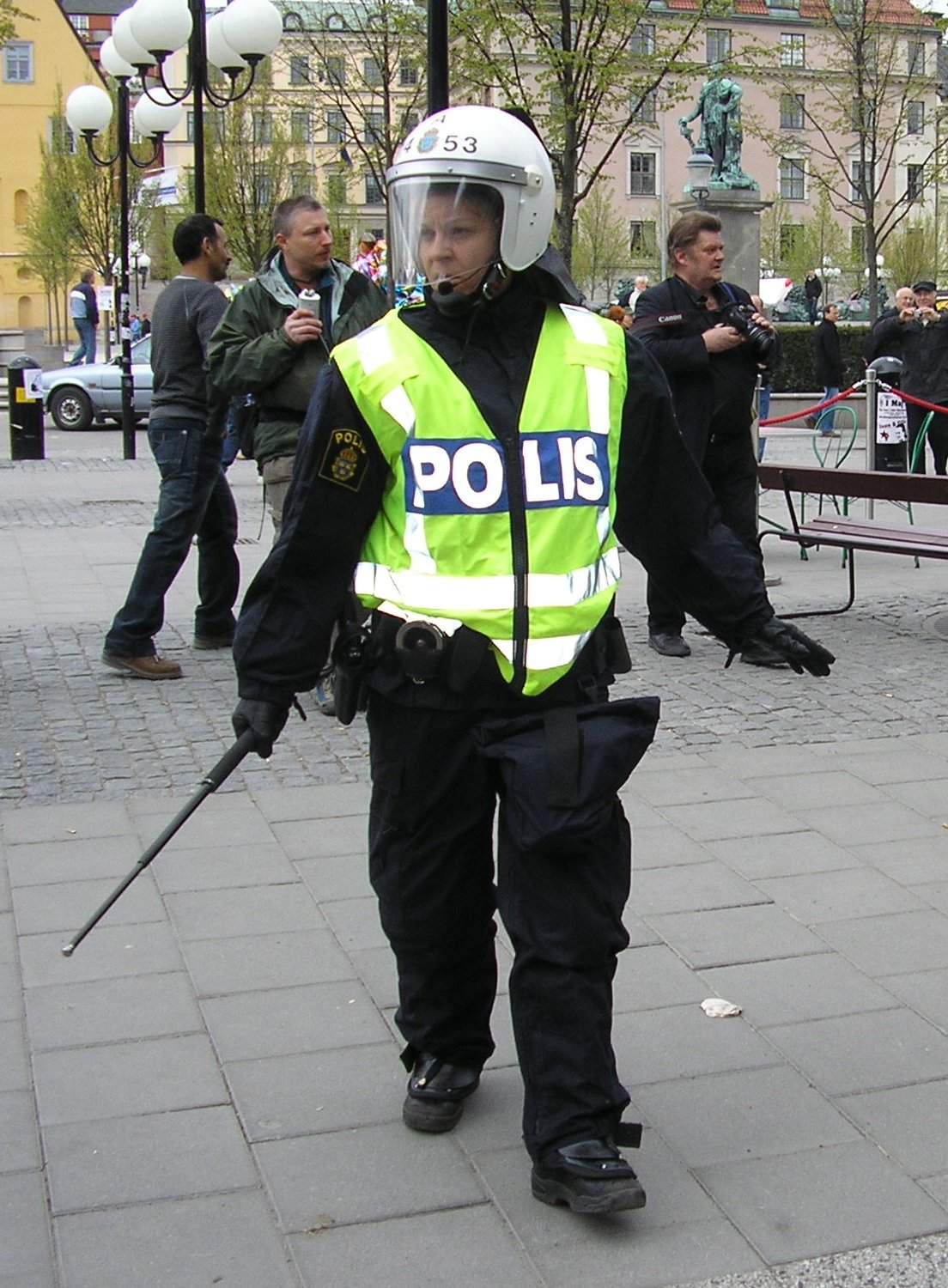
Policière suédoise avec un bâton télescopique

Il se déploie d’un geste sec du poignet ou de l’avant-bras. Le bâton télescopique est notamment efficace contre un agresseur portant une arme blanche. Il permet également d’immobiliser efficacement une personne grâce à différentes prises. 

## Législation

### Belgique
La détention et le port d'un bâton télescopique par un particulier est prohibé, comme défini dans la loi sur les armes de 2006. 

### France
On lui donne le nom de bâton télescopique de défense (BTD) dans le cadre de son utilisation par les forces de l'ordre (police municipale, police nationale) ou BPT (bâton de protection télescopique) par la gendarmerie nationale. Il est appelé BTP (bâton télescopique de protection) par la douane. 
La loi autorise son usage dans la police municipale depuis le décret n° 2013-550 du 26 juin 2013 .
Son usage est également autorisé par les forces de l'ordre de la SNCF et de la RATP par le décret n°2000-1135 du 24 novembre 2000.
En France le bâton télescopique est autorisé uniquement en détention au domicile du propriétaire. Il est interdit de porter sur soi ou transporter (dans une voiture par exemple) une arme de catégorie D sans motif légitime.
En cas de contrôle de sécurité (fouille corporelle, vérification d'un sac, d'un véhicule etc.), vous devez être en mesure de fournir une raison valable qui sera appréciée par les forces de l'ordre, voire par un juge.
Le motif légitime s'apprécie au regard des lieux (manifestation publique, endroit public , etc.), des circonstances et du contexte. Prétendre que l'arme servirait à mieux affronter une altercation ou un danger ne constitue pas un motif légitime.

### Suisse
En vertu de la loi fédérale sur les armes (LArm) du 20 juin 1997, le bâton télescopique ainsi que toute autre sorte d'arme non-létale du même type (tonfa, etc.) ne sont pas destinées aux particuliers. Suivant le régime de l'interdiction, l'acquisition de ce genre d'arme nécessite une autorisation cantonale exceptionnelle (au même titre que les appareils à électrochocs, couteaux papillon, coup de poing américain, etc.).
De ce fait, le bâton télescopique est principalement utilisé par les forces de l'ordre et par certaines entreprises de sécurité ayant obtenu une autorisation au préalable.